# Schermaschine (Textil)
Eine Schermaschine ist eine Maschine in der Textilindustrie, welche im Anschluss an die Bildung von textilen Flächenerzeugnissen, wie Gewebe, Gewirke, Filz, Malimo und Ähnliches eingesetzt wird, also zur Textilveredelung, um aus dem Erzeugnis herausstehende Fasern zu entfernen oder bei samtähnlichen Produkten für eine gleichmäßige Florlänge zu sorgen. Pionierarbeit auf diesem Gebiet leistete die von Severin Heusch 1850 in Aachen gegründete und damit älteste Schermesserfabrik Deutschlands, vor allem durch die Entwicklung seiner nach ihm benannten „Heusch-Konkavspirale“, ein Schermesser, dessen Hauptvorteil darin bestand, dass sich sein Schnittwinkel im Verlauf des materiellen Verschleißprozesses nicht mehr ändert.
Die Schermaschine besitzt ein feststehendes Untermesser, welches dicht oder mit dem für den Flor gewünschten Abstand über das Erzeugnis geführt wird, und einer Messerwalze mit mehreren spiralförmigen Obermessern, welche zusammen mit dem Untermesser einen scherenartigen Schnitt vollziehen. Die Ware wird getragen von einem balkenförmigen Schertisch aus Stahl. Eine besondere Ausführung stellt die Diagonalschermaschine dar.
Konstruktiv gleicht diese Konstruktion einem Walzen- oder Spindel-Rasenmäher und diente diesem als Konstruktionsgrundlage.
Die Schermaschine darf nicht mit der Schärmaschine, welche in der Weberei verwendet wird, verwechselt werden.

## Geschichte
Den ersten Versuch, den handwerklich durchgeführten Vorgang des Scherens zu mechanisieren, hat Leonardo da Vinci in der Zeit um 1500 unternommen. In der textilen Fachliteratur findet man da und dort die Feststellung, die Schermaschine sei 1758 von dem Engländer William Everett erfunden worden. Diese Feststellung darf in den Bereich der Legende verwiesen werden. Nach den ersten Konstruktionsversuchen von Leonardo da Vinci dauerte es nahezu dreihundert Jahre, bis der Gedanke, für das Scheren auf Schertischen eine maschinelle Vorrichtung zu schaffen, aufkam. Der Erste, der dies versuchte, war 1787 der Engländer John Harmar. Der mechanisierte Schertisch fand Eingang in die Tuchveredlung. Spätestens um die Mitte des 19. Jahrhunderts waren diese Schervorrichtungen aber von der mehr und mehr aufgekommenen Rotationsmesserschermaschine abgelöst worden. Diese im Prinzip auch heute noch gebräuchliche Schermaschine wurde wahrscheinlich 1792 von dem Amerikaner Samuel Grissould Dorr erfunden. 1815 kam sie nach Europa und erfuhr hier eine Weiterentwicklung. Die Rotationsmesserschermaschine setzte sich nicht nur gegen den mechanisierten Schertisch durch, sie beendete auch, gegen den heftigen Widerstand der Handscherer, das manuelle Scheren.